# إدي موريسون
إدي موريسون (بالإنجليزية: Eddie Morrison)‏ (22 فبراير 1948 في المملكة المتحدة - 30 مايو 2011) هو مدرب كرة قدم ولاعب كرة قدم بريطاني في مركز الهجوم. لعب مع نادي كيلمارنوك ونادي غرينوك مورتون.

## وصلات خارجية
- إدي موريسون على موقع قاعدة بيانات كرة القدم.إي يو (الإنجليزية)